# Rassemblement national des démocrates tchadiens - le réveil
 (février 2025).
Si vous disposez d'ouvrages ou d'articles de référence ou si vous connaissez des sites web de qualité traitant du thème abordé ici, merci de compléter l'article en donnant les références utiles à sa vérifiabilité et en les liant à la section « Notes et références ».
Le Rassemblement national des démocrates tchadiens (RNDT–le réveil), anciennement Rassemblement national pour la démocratie au Tchad, est un parti politique tchadien fondé le 11 septembre 1996 par Albert Pahimi Padacké. Il est allié du Mouvement patriotique du salut (MPS), le parti au pouvoir, et participe au gouvernement à plusieurs reprises.
Lors des élections législatives du 21 avril 2002 (en), le parti remporte un siège sur 155. Lors de l'élection présidentielle de 2006, son candidat Albert Pahimi Padacké remporte 7,82 % des voix.
Le parti participe aux élections législatives de 2024.
Il participe aussi aux élections sénatoriales de février 2025, boycottées par une partie de l'opposition. Le RNDT obtient deux sièges (dont un dans le Mayo-Kebbi Ouest) sur 46 alors que le MPS en obtient 43. Le RNDT dénonce toutefois des irrégularités localement,.

## Résultats des élections

### Élections présidentielles
| Élection | Candidat du parti     | Votes        | %            | Votes         | %             | Résultat |
| Élection | Candidat du parti     | Premier tour | Premier tour | Deuxième tour | Deuxième tour | Résultat |
| -------- | --------------------- | ------------ | ------------ | ------------- | ------------- | -------- |
| 2006     | Albert Pahimi Padacké | 225 368      | 7,82%        |               | Perdu         |          |
| 2011     | Albert Pahimi Padacké | 170 182      | 6,03%        |               | Perdu         |          |
| 2021     | Albert Pahimi Padacké | 476 464      | 10,32%       |               | Perdu         |          |
| 2024     | Albert Pahimi Padacké | 1 048 015    | 16,93%       |               | Perdu         |          |